# Myrmedonota jaliscensis
Myrmedonota jaliscensis  (лат.) — вид жуков-стафилинид из трибы Lomechusini (Myrmedonota, Aleocharinae). Мексика (Jalisco: Lake Chapala, 1620 м). Мелкие коротконадкрылые жуки черновато-коричневого цвета, длина тела около 3 мм. Надкрылья и ноги коричневые. От близких видов отличается жёлтоватыми 2-4-м тергитами брюшка (с тёмным пятном в срединной части).
Голова субокруглая, шея отсутствует, затылочный шов полный. Поверхность тела мелкопунктированная. 11-члениковые усики с увеличенными последними сегментами (булавовидные). Первый сегмент нижнегубных щупиков длиннее второго. Передние лапки 4-члениковые, а лапки средних и задних ног состоят из 5 сегментов (формула лапок: 4-5-5). Предположительно (как и другие близкие виды) мирмекофилы. Видовое название дано по имени места обнаружения (Jalisco).